# Mario Traversoni
Mario Traversoni (Codogno, 12 aprile 1972) è un ex ciclista su strada italiano.
Professionista dal 1994 al 2002, conta una vittoria di tappa al Tour de France 1997 e il successo nella Clásica de Almería nel 1998.

## Carriera
Passato professionista con la Carrera, ottenne la sua prima affermazione nel 1995 aggiudicandosi una tappa della Settimana Ciclistica Bergamasca. L'anno successivo si mise invece in luce al Tour de France e al Tour de Romandie, ottenendo diversi piazzamenti nei primi dieci in diverse tappe, senza riuscire a vincere. Ottenne anche due secondi posti in quella stagione in corse italiane, al Gran Premio Bruno Beghelli e ai Campionati italiani a cronometro.
Nel 1997 passò alla Mercatone Uno e tornò al successo a inizio stagione, prima in una tappa della Tirreno-Adriatico e poi in una della Setmana Catalana. Partecipò in maggio al suo secondo Giro d'Italia, ottenendo anche qui alcuni piazzamenti, senza tuttavia riuscire a concludere la prova. A luglio fu inserito nella formazione che partì per il Tour de France e nella grande corsa a tappe francese riuscì ancora a piazzarsi in alcune tappe e a cogliere una vittoria. Si aggiudicò, infatti, la diciannovesima frazione (la Montbéliard > Digione di 172 km); nella frazione in realtà Traversoni arrivò terzo a quasi trenta secondi da Bart Voskamp e Jens Heppner che però furono squalificati per reciproche scorrettezze nella volata finale a due.
Nel 1998 accompagnò invece Marco Pantani nel cammino verso il successo finale al Tour. In quella stagione ottenne anche risultati personali in Spagna, dove vinse la Clásica de Almería e una tappa alla Vuelta a Murcia, fu terzo nel Gran Premio de Llodio e colse buoni piazzamenti nella Volta Ciclista a Catalunya e nella Vuelta Burgos.
Nel 1999 ottenne, ancora, buoni piazzamenti in tappe del Tour de Suisse e della Vuelta a España, fu secondo al Gran Premio Costa degli Etruschi e vinse una tappa in una piccola corsa a tappe statunitense la Sea Otter Classic, mentre il 2000 non fu altrettanto prolifico. Prese parte alla Vuelta, che però non concluse, e il miglior piazzamento fu il secondo posto nella seconda tappa della Volta a Portugal.
Nel 2001 andò a correre in una squadra portoghese. La stagione lo vide quindi impegnato in molte brevi corse a tappe portoghesi e, dal punto di vista dei successi, fu la sua migliore annata, aggiudicandosi cinque corse.
Terminò la carriera l'anno successivo, tornando a correre in Italia per la Mobilvetta, e il suo ultimo piazzamento fu il terzo posto nella terza tappa del Tour de Langkawi.

## Palmarès
- 1992 (dilettanti)

Gran Premio Delfo
Coppa Città di Melzo
- 1993 (dilettanti)

Coppa Caduti Biscatesi
- 1994 (dilettanti)

Trofeo Sportivi Magnaghesi
- 1995 (Carrera Jeans, due vittorie)

Trofeo Antonietto Rancilio
2ª tappa Settimana Ciclistica Bergamasca
- 1997 (Mercatone Uno, tre vittorie)

19ª tappa Tour de France (Montbéliard > Digione)
7ª tappa Tirreno-Adriatico (Grottammare > San Benedetto del Tronto)
5ª tappa, 1ª semitappa Setmana Catalana (Santa Coloma de Gramenet > Rubí)
- 1998 (Mercatone Uno, due vittorie)

Clásica de Almería
2ª tappa Vuelta a Murcia
- 1999 (Saeco, una vittoria)

3ª tappa Sea Otter Classics
- 2001 (Mobilvetta, cinque vittorie)

1ª tappa Gran Premio Philips
3ª tappa Gran Premio Philips
5ª tappa Gran Premio Sport Noticias
3ª tappa Gran Premio Matosinhos
1ª tappa Gran Premio CCRLVT-Gran Premio de Regiao de Lisboa e vale do Tejo

## Piazzamenti

### Grandi Giri
- Giro d'Italia

1996: ritirato
1997: ritirato
- Tour de France

1996: ritirato
1997: 100º
1998: 95º
- Vuelta a España

1999: 100º
2000: ritirato

### Classiche monumento
- Milano-Sanremo

1997: 160º
- Parigi-Roubaix

1996: 21º